# Striga chrysantha
Striga chrysantha är en snyltrotsväxtart som beskrevs av A. Raynal. Striga chrysantha ingår i släktet Striga och familjen snyltrotsväxter. Inga underarter finns listade i Catalogue of Life.